# Kitano Takeshi
Kitano Takeshi (北野 武 (Bắc Dã Vũ) sinh ngày 18 tháng 1 năm 1947) là một diễn viên hài, người dẫn chương trình truyền hình, diễn viên, nhà làm phim và tác giả người Nhật Bản. Trong khi ông được biết đến chủ yếu như một diễn viên hài và người dẫn chương trình truyền hình ở trong Nhật Bản, thì ở nước ngoài ông gần như chỉ được biết đến với công việc là một nhà làm phim. Ngoại trừ công việc với tư cách là một đạo diễn phim, ông được biết đến gần như độc quyền với nghệ danh Beat Takeshi (ビートたけし Bīto Takeshi).
Kitano đã trở nên nổi tiếng vào những năm 1970 khi là một nửa của bộ đôi diễn hài Two Beat, trước khi đi solo và trở thành một trong ba diễn viên hài lớn nhất nước này. Sau một vài vai diễn nhỏ, ông đạo diễn phim đầu tiên Violent Cop năm 1989 và giành được sự ca ngợi quốc tế cho Sonatine (1993). Nhưng anh ấy đã không được chấp nhận làm giám đốc tại Nhật Bản cho đến khi Hana-bi giành giải Sư tử vàng năm 1997. Vào tháng 10 năm 2017, Kitano đã hoàn thành bộ ba phim tội phạm Outrage của mình với việc phát hành Outrage Coda.
Ông đã nhận được nhiều lời khen ngợi từ tác phẩm điện ảnh bình dị, giành được nhiều giải thưởng với nhà phê bình phim Nhật Bản Nagaharu Yodogawa, người đã từng gọi ông là "người kế thừa thực sự" cho nhà làm phim có ảnh hưởng Akira Kurosawa. Nhiều bộ phim của Kitano là những bộ phim truyền hình về xã hội đen yakuza hoặc cảnh sát. Được các nhà phê bình mô tả là sử dụng một phong cách diễn xuất rất nguy hiểm hoặc một phong cách máy ảnh tiến gần đến sự bế tắc, Kitano thường sử dụng các cảnh quay lâu trong bối cảnh vó vẻ như ít có sự kiện xảy ra, hoặc các cảnh quay cắt ngay lập tức sau khi có sự kiện. Nhiều bộ phim của ông thể hiện một thế giới quan ảm đạm, nhưng cũng chứa đầy sự hài hước và tình cảm đối với các nhân vật.